# 祖国記念碑 (キーウ)
祖国記念碑（そこくきねんひ、ウクライナ語: Батьківщина-Мати、Batkivshchýna-Máty）、または祖国の母の像は、ウクライナの首都、キーウにある記念碑。この像は、国立ウクライナ第二次世界大戦中歴史博物館の一部である。

## 概要
祖国記念碑は高さ62m、記念碑の下にある国立ウクライナ第二次世界大戦中歴史博物館と台座を含めると高さ102mであり、重さは560トンに上る。像の右手に握られた剣は長さ16mで重さは9トン、そして掲げられた左手が持つ、ウクライナの国章が入った盾は縦13m、横8mである。当初、この像は彫刻家、エフゲニー・ヴチェティチによってデザインされた。ヴチェティチは像の制作にあたり、ウクライナの画家、ニナ・ダニレイコ（Ніна Данилейко）をモデルとした。1974年にヴチェティチが亡くなると、建造計画はヴァシル・ボロダイによって引き継がれた。ボロダイは、ウクライナ・ソビエト社会主義共和国閣僚会議の議長（首相）、ニキフォル・カルチェンコの娘で、ウクライナの彫刻家、ハリーナ・カルチェンコ（1926年-1975年）を像のモデルとして起用した。
博物館内部の記念ホールには、大祖国戦争中にソ連邦英雄と社会主義労働英雄の称号を与えられた11,600人以上の兵士と200人以上の労働者の名前を刻んだ、大理石のプレートが展示されている。また、博物館の下の丘では、伝統的な花のショーが開催されている。像の剣は、剣先がキエフ・ペチェールシク大修道院の十字架より高かったため一部切断された。

## 背景
1950年代には、現在祖国記念碑の像が立っているのと同じ場所に、ウラジーミル・レーニンとヨシフ・スターリンのそれぞれおよそ200mの像を建てる計画が持ち上がっていた。しかしながら、この計画が実現することはなかった。これに代わり、人々に語られるところによれば、1970年代、共産党の高官達とエフゲニー・ヴチェティチが大修道院近くの丘を見渡して、この景観には戦争記念碑が必要だと考えた、という。ヴチェティチはこのとき既に、ヴォルゴグラードの母なる祖国像と戦後の東ベルリンに建造されたソビエト連邦戦没者顕彰碑のデザインに携わっていた。「祖国の母」のモデルはヴチェティチの同僚であるミラ・ハジンスキーであったが、ヴチェティチが1974年に亡くなると、記念碑のデザインは実質的に作り直され、オリジナルの意匠は像の両目とまつ毛のみとなった。設計はヴァシル・ボロダイの指導のもと完成した。
祖国記念碑の最終案は1978年に完成し、1979年に着工した。しかし、その建造費用は論議を呼び、他のことに経費をつかうべきだとする批判が上がるなど物議をかもした。建設責任者のイヴァン・ペトロ―ヴィチは、建造費900万ルーブルについて確認を求められた際に、「それは控えめな見積もりだ」と答えている。像は1981年に完成し、落成式には、ソビエト連邦共産党書記長で、自身もウクライナ人であるレオニード・ブレジネフも出席した。

## 旧ソ連国章撤去
2015年4月、ウクライナ議会は脱共産主義化の一環として、ソビエト連邦や共産主義に由来するシンボルや通りの名前、モニュメントを違法とした（脱共産主義法）。しかしながら、第二次世界大戦に関係するモニュメントはこれらの法律の適用外となった。ウクライナ国立記憶研究所所長のヴォロディミル・ヴィアトロヴィチは2018年2月、像の盾に刻まれているソビエト連邦の国章を脱共産主義法に基づいて取り除き、代わりにウクライナの国章を刻むべきだと語った。2022年まで記念碑のデザインは修正されていなかった。
2023年7月13日にウクライナ政府は像の盾の旧ソ連の国章をウクライナの国章に取り換える計画を発表した。トカチェンコ文化情報相は「真に歴史的で象徴的な瞬間だ。独立以降、さまざまな議論があったが、ロシアの侵攻でさらに盛り上がった」と指摘した。旧ソ連国章の撤去作業は7月26日には始まり、7月30日には撤去された。ウクライナの独立記念日である8月24日までに付け替える予定。8月6日、ウクライナ国章が設置され、作業が完了した。

## 大衆文化において
2006年の小説、『WORLD WAR Z』では、ウクライナの戦車隊長とその部下たちが、このモニュメントに見守られながら、灰燼と化したキーウから戦車で逃げ出す場面が描かれている。
リアリティーショー『アメージング・レース10』の第10シーズンでは、この記念碑がピットストップとなった。
スコットランドのバンド、フライトゥンド・ラビットは、"Get Out"のミュージックビデオにこの記念碑を登場させている。

## ギャラリー

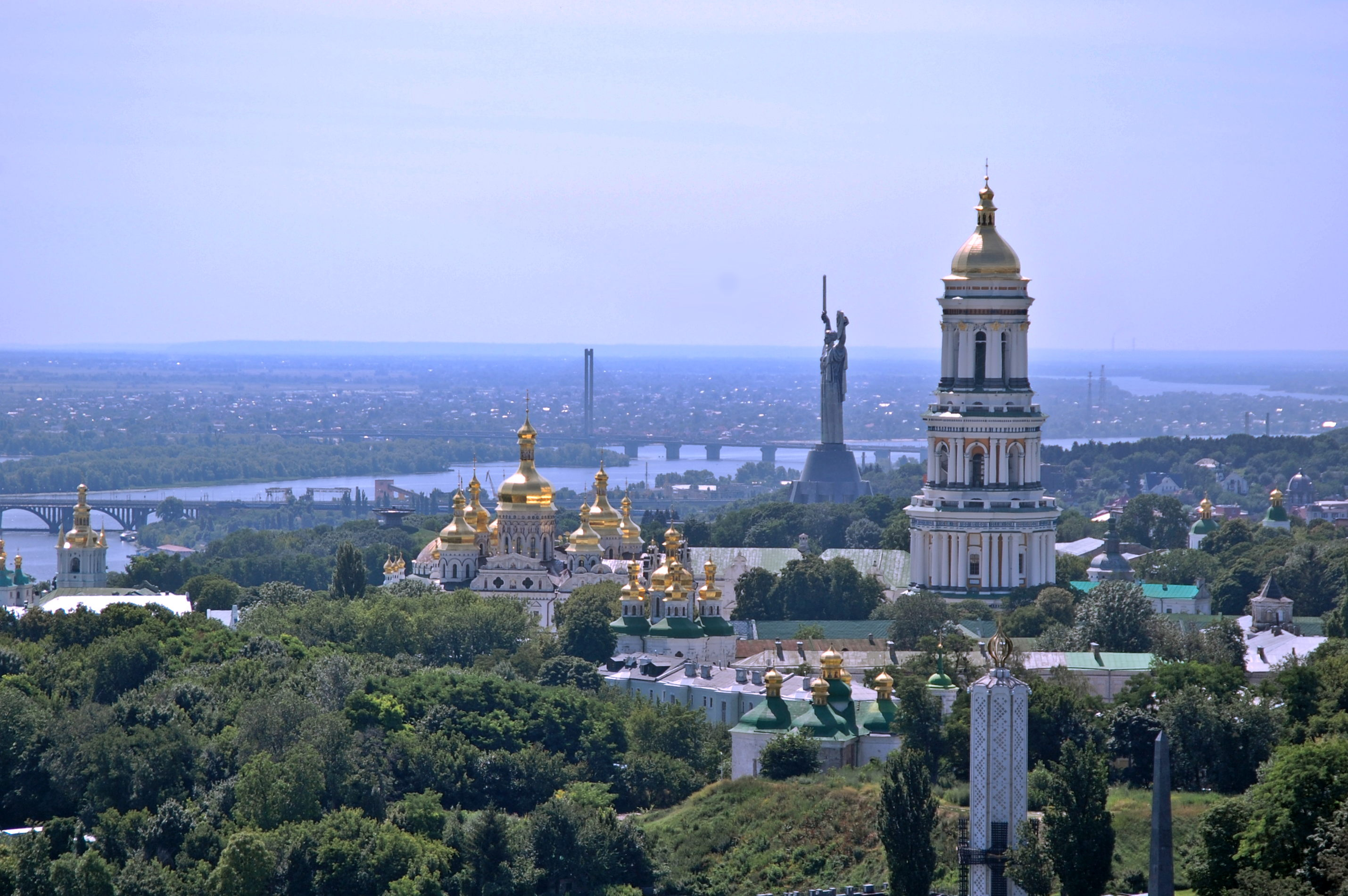
キエフ・ペチェールシク大修道院とともに。
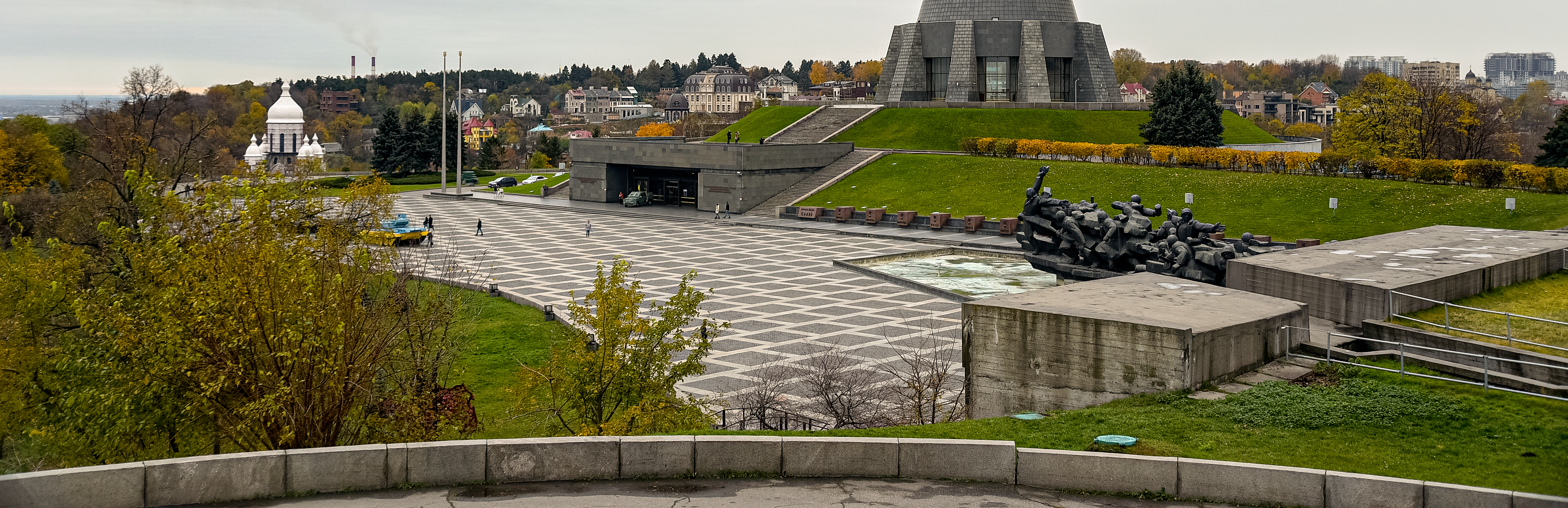
台座部周辺
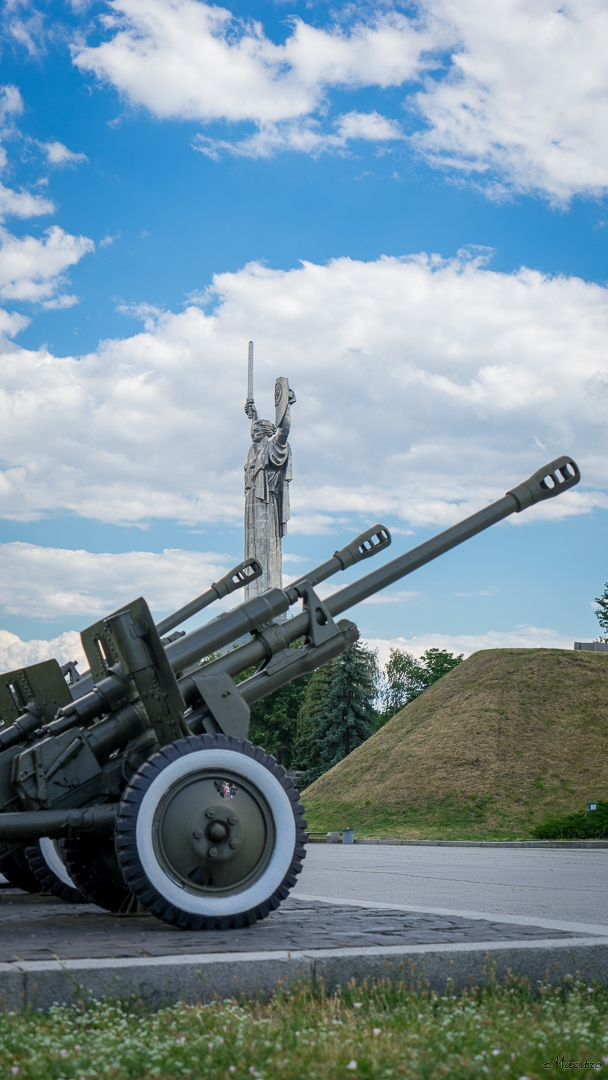